# Gloeosporium vagans
Gloeosporium vagans är en svampart som beskrevs av Syd. & P. Syd. 1912. Gloeosporium vagans ingår i släktet Gloeosporium och familjen Dermateaceae.   Inga underarter finns listade i Catalogue of Life.